# Eodelena kosciuskoensis
Eodelena kosciuskoensis är en spindelart som beskrevs av Hirst 1991. Eodelena kosciuskoensis ingår i släktet Eodelena och familjen jättekrabbspindlar.
Artens utbredningsområde är New South Wales. Inga underarter finns listade i Catalogue of Life.